# Курьяниха (Московская область)
Курья́ниха — деревня в Шатурском муниципальном районе Московской области. Входит в состав Кривандинского сельского поселения. Население — 45 чел. (2010).

## Расположение
Деревня Курьяниха расположена в центральной части Шатурского района, расстояние до МКАД порядка 133 км. Высота над уровнем моря 149 м.

## Название
В письменных источниках деревня упоминается как Курьяновская, Старая Курьяниха.
Название связано с некалендарным личным именем Курьян.

## История
Впервые упоминается в писцовой Владимирской книге В. Кропоткина 1637—1648 гг. как деревня Курьяновская Туголесской волости Владимирского уезда. Деревня принадлежала Родиону Исаевичу Коверину и Филату Ивановичу Хотяинцеву.
Последней владелицей деревни перед отменой крепостного права была грузинская царевна Анастасия Григорьевна.
После отмены крепостного права деревня вошла в состав Лузгаринской волости.
После Октябрьской революции 1917 года был образован Курьяновский сельсовет в составе Лузгаринской волости Егорьевского уезда Рязанской губернии. В сельсовет входила деревня Курьяниха.
В 1925 году Курьяновский сельсовет был ликвидирован. С 1926 года деревня Курьяниха входила в состав Горяновского сельсовета. В ходе реформы административно-территориального деления СССР в 1929 году деревня Курьяниха в составе Горяновского сельсовета передана в Шатурский район Орехово-Зуевского округа Московской области.
В 1954 году Горяновский сельсовет был упразднён, а деревня Курьяниха вошла в состав Лузгаринского сельсовета.

## Население
| 1859 | 1868 | 1885 | 1905 | 1926 | 1931 |
| ---- | ---- | ---- | ---- | ---- | ---- |
| 77   | ↗107 | ↗153 | ↗211 | ↘178 | ↗311 |
| 1970 | 1993 | 2002 | 2006 | 2010 |      |
| ↘63  | ↘17  | ↘10  | ↗27  | ↗45  |      |